# Commonwealth Potato Collection
La Commonwealth Potato Collection (collection de pommes de terre du Commonwealth), en abrégé CPC, est une banque de gènes de la pomme de terre britannique maintenue à Invergowrie près de Dundee (Écosse) par le James Hutton Institute, qui a succédé le 1er avril 2011 au Scottish Crop Research Institute (SCRI, institut de recherche écossais sur les plantes cultivées). Cette collection comprend environ 1500 accessions représentant plus de 80 espèces sauvages et cultivées de pommes de terre. Elle a été constituée à partir des échantillons collectés lors des expéditions organisées en Amérique du Sud en 1938 et 1939 par un consortium de pays de l'ex-Empire britannique menées par Edward Kent Balls et Jack Hawkes.